# Turdus ravidus
Turdus ravidus là một loài chim trong họ Turdidae.